# Endothenia albapex
Endothenia albapex es una especie de polilla del género Endothenia, categorizada en la tribu Olethreutini, de la subfamilia Olethreutinae.

## Distribución
Se distribuye por Etiopía.

## Taxonomía
Fue descrita por Razowski & Trematerra en 2010 y publicada en (Crotalaria), Journal of Entomological and Acarological Research 42: 56.